# Кодрянская, Наталья Владимировна
Наталья Владимировна Кодрянская (англ. Natalie Codray; урожд. фон Гернгросс; 10 ноября 1901 — февраль 1983; по др. данным род. 2 декабря 1901) — русская писательница, мемуарист. 

## Биография
Родилась в семье генерала из остзейского рода Гернгросс. После окончания Московского института благородных девиц эмигрировала вместе с семьёй в 1919 году в Женеву. В Женеве познакомилась с И. В. Кодрянским (1894—1980), за которого вышла замуж в 1927 году; тогда же Кодрянские переехали в Париж. Перед самым началом оккупации Франции в 1940 году Кодрянские через Португалию перебрались жить в Нью-Йорк, где получили американское гражданство, при этом Н. В. Кодрянская сменила имя на Natalie Codray..
После войны Кодрянские вернулась во Францию: с этого времени они жили попеременно то в Нью-Йорке, то в Эланкуре под Парижем, где ими была приобретена усадьба. В 1950 году в Париже вышла первая книга Кодрянской «Сказки» с иллюстрациями Натальи Гончаровой и предисловием А. М. Ремизова. С Ремизовым Кодрянская много общалась, считала себя его ученицей. В 1959 году ею была выпущена монография «Алексей Ремизов», а в 1977 году под её редакцией вышел сборник «Ремизов в своих письмах». Среди прочих книг: «Глобусный человечек» (1954; с иллюстрациями Ф. С. Рожанковского), «Золотой дар» (1964; с иллюстрациями Ю. Анненкова). Печаталась в «Новом журнале», «Новоселье», газетах «Новое русское слово», «Русская мысль».